# Pleven (província)
Pleven (búlgaro: Плевен) é um distrito da Bulgária. Sua capital é a cidade de Pleven.

## Municípios
| Nome             | População (censo 2001) |
| ---------------- | ---------------------- |
| Belene           | 12.581                 |
| Gulyantsi        | 16.752                 |
| Dolna Mitropolia | 25.311                 |
| Dolni Dabnik     | 15.701                 |
| Levski           | 25.995                 |
| Nikopol          | 13.656                 |
| Iskar            | 9.107                  |
| Pleven           | 149.174                |
| Pordim           | 8.179                  |
| Cherven Bryag    | 35.562                 |